# Escudo de Avilés

Escudo de Avilés

El escudo de Avilés (Asturias) viene definido en el Manual de Identidad Corporativa del Ayuntamiento de Avilés, aunque carece de sanción legal. 
Se basa en el escudo habitualmente usado desde 1979, adaptación del blasón barroco que se encuentra en la fachada de la casa consistorial.
En campo de Gules (rojo) y sobre ondas de azur y plata, una nave de tres palos, de oro, con velas desplegadas de plata, con una sierra en la proa, con una cruz de oro en el palo mayor, embistiendo unas cadenas soportadas por dos torres de oro. En los palos mayor y trinquete, una bandera corneta de plata en cada uno, y en el palo de mesana una bandera corneta cuartelada de azur y plata. Todo sobre un escudo ovalado, adornado con lambrequines y rematado con una corona real cerrada.
En este escudo se representa la conquista de Sevilla y la rotura de las cadenas que protegían la ciudad, por parte de marineros asturianos y santanderinos al mando del almirante Ramón de Bonifaz y Camargo el 3 de mayo de 1248 durante el reinado del Rey Fernando III de Castilla. En él figuran la Torre del Oro sevillana y la nave, cuya proa portaba una sierra, en la que el capitán avilesino Ruí Pérez, también conocido como Ruí González y sus hombres rompieron las cadenas que unían Sevilla con Triana.
Tras la rendición de Sevilla, quiso el Rey que tal hazaña figurara en los escudos de las villas de los capitanes de las embarcaciones del Cantábrico que habían intervenido en la conquista, lo que hicieron tanto Avilés, Castrillón, Ribadedeva (en Asturias), así como Santander, entre otras.